# Myotis ikonnikovi
Espèce
Statut de conservation UICN

 LC  : Préoccupation mineure
Le Murin d'Ikonnikov (Myotis ikonnikovi) est une espèce de chauves-souris de la famille des Vespertilionidae, proche de Myotis altarium, formant avec lui le groupe frère du Murin à moustaches (M. mystacinus) et du Murin doré (M. aurascens).

## Répartition
Cette espèce vit dans l'Est de l'Asie, à l'Ouest depuis le Kazakhstan, en Russie et en Mongolie jusqu'en Chine, au Japon et en Corée.